# Une terre promise
Une terre promise (en anglais : A Promised Land) est le titre des mémoires de Barack Obama, 44e président des États-Unis de 2009 à 2017. Il est publié le 17 novembre 2020. Ces mémoires constituent le premier tome d'une œuvre prévue que Barack Obama a écrit après son mandat de président. À la suite de l'annonce de la publication de son livre, il déclare dans un tweet que ses mémoires visent à « fournir un compte rendu honnête de ma présidence, des forces auxquelles nous sommes aux prises en tant que nation et de la façon dont nous pouvons guérir nos divisions et faire en sorte que la démocratie fonctionne pour tout le monde ». Le livre se termine par les événements liés à l'assassinat d'Oussama ben Laden en 2011, djihadiste et chef de l'organisation terroriste islamiste Al-Qaïda.
Dès leur sortie de la Maison Blanche en 2017, les époux Obama négocient auprès de leur éditeur 60 millions de dollars d’avance pour leurs mémoires respectifs.

## Publication
Le livre paraît 17 novembre 2020, peu après l'élection présidentielle américaine de 2020. Sa première impression est prévue pour un tirage de trois millions d'exemplaires en prévision d'une demande exceptionnelle. Le New York Times a décrit le livre comme étant « virtuellement garanti » d'être le plus vendu de l'année. Outre la version originale en langue anglaise, 24 traductions seront publiées dans les langues suivantes : albanais, arabe, bulgare, chinois, coréen, danois, espagnol, finnois, français, grec, hébreu, hongrois, italien, japonais, lituanien, néerlandais, norvégien, polonais, portugais, roumain, suédois, tchèque et vietnamien.

## Critiques
Chimamanda Ngozi Adichie en fait une critique dans le New York Times dans laquelle elle souligne la qualité d'écriture littéraire de l'ouvrage : « Ce n'est pas simplement que ce livre évite d'être lourd, comme on pouvait s'y attendre, voire pardonner, d'un mémoire lourd, mais qu'il est presque toujours agréable de lire, phrase par phrase, la prose magnifique par endroits, le détail granuleux et vif. »
Dans le journal français La Croix, Gilles Biassette, tout en reconnaissant qu'« on aura pas une vision critique de ses huit années passées au pouvoir », commente également le livre en termes élogieux : « bien écrit, fluide, il fourmille de détails qui permettent de comprendre ce qui se passe dans le Bureau ovale, et aussi ce qui ne s'y passe pas ».

## Polémiques
En France, la description peu flatteuse du physique de l'ancien président Nicolas Sarkozy fait polémique dans la presse française : « Sarkozy, en revanche, était tout en comportements émotifs et en propos hyperboliques. Avec sa peau mate, ses traits expressifs, vaguement méditerranéens (il était à moitié Hongrois et un quart Grec juif), et de petite taille (il mesurait à peu près 1,66 mètre, mais portait des talonnettes pour se grandir), on aurait dit un personnage sorti d'un tableau de Toulouse-Lautrec. »,,,.
En Inde, Obama est accusé de tenir dans ses mémoires des propos « insultants » et « humiliants » à l'égard des hommes politiques Rahul Gandhi et Manmohan Singh.